# Mocha Dick
 (mars 2025).
Si vous disposez d'ouvrages ou d'articles de référence ou si vous connaissez des sites web de qualité traitant du thème abordé ici, merci de compléter l'article en donnant les références utiles à sa vérifiabilité et en les liant à la section « Notes et références ».

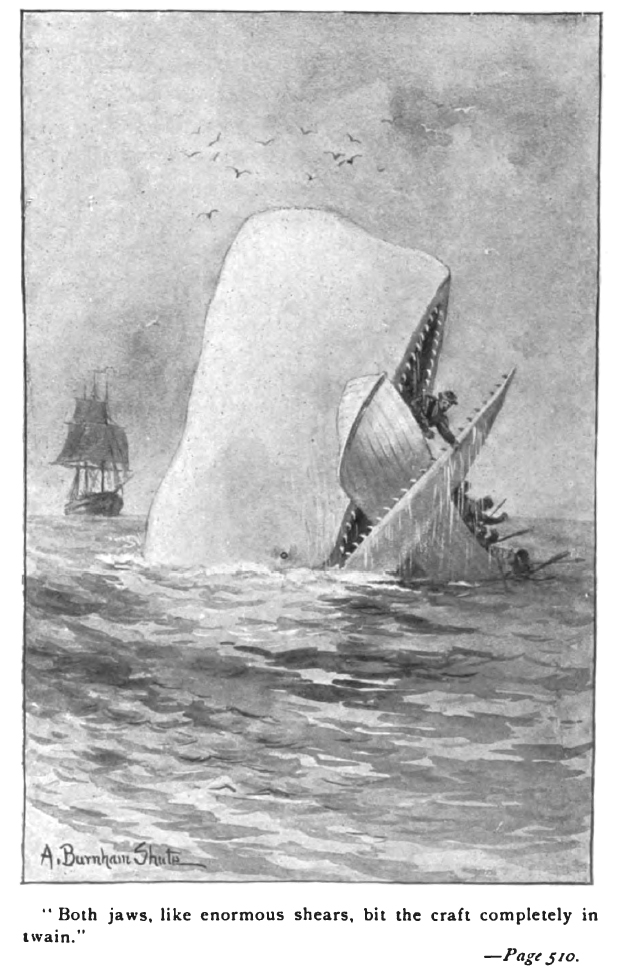
Illustration d’une première édition de Mocha Dick

Mocha Dick était un célèbre cachalot mâle qui vivait dans le sud de l'océan Pacifique aux débuts du XIXe siècle. Il fréquentait souvent les eaux  de l'île Mocha, île côtière du sud du Chili. Contrairement à la plupart des cachalots, Mocha Dick était d'une couleur blanche due peut-être à un albinisme. Il a peut-être été l'inspirateur de la baleine Moby Dick dans le roman d'Herman Melville en 1851 : le fait n'est pas établi faute de références à ce cachalot dans la correspondance et les manuscrits du romancier qui n'y parle que du navire l'Essex détruit par un cachalot noir anonyme. Dick renvoyait vraisemblablement au prénom, diminutif de Richard, comme ce fut le cas de plusieurs cachalots combatifs évoqués par Melville dans Moby Dick affublés par les marins d'un prénom.   
Mocha Dick était célèbre pour avoir survécu à de nombreux harponnages ou tentatives de harponnages de chasseurs de baleines (selon certains décomptes, plus d'une centaine) avant d'être finalement tué. Il était grand et puissant (d'une longueur d'environ 21 m), capable de faire sombrer de petites embarcations juste avec ses nageoires. Selon J. N. Reynolds, qui a rassemblé des informations de témoins directs de Mocha Dick, le cachalot avait une méthode particulière pour souffler :

« Au lieu de projeter son jet vers l'avant en oblique, et de respirer en un effort bref et convulsif avec un bruit de reniflement comme le font en général ceux de son espèce, il chassait l'eau par son nez en un large volume altier et perpendiculaire à des intervalles réguliers et passablement distants ; son expulsion produisait un rugissement continu, comme la fumée s'échappant de la valve de sécurité d'une puissante machine à vapeur. »

« Instead of projecting his spout obliquely forward, and puffing with a short, convulsive effort, accompanied by a snorting noise, as usual with his species, he flung the water from his nose in a lofty, perpendicular, expanded volume, at regular and somewhat distant intervals; its expulsion producing a continuous roar, like that of vapor struggling from the safety valve of a powerful steam engine. »

Mocha Dick était couvert par une énorme quantité de pouce-pieds, beaucoup plus que la normale pour son espèce, qui lui donnait un aspect rugueux.
Selon Reynolds, Mocha Dick a probablement été chassé une première fois avant l'année 1810 au large de l'île Mocha. Sa survie aux premiers harponnages ainsi que son apparence inhabituelle le rendirent rapidement célèbre parmi les baleiniers de Nantucket. Beaucoup de capitaines essayèrent de le chasser après avoir contourné le cap Horn. Il était docile et amical s'il n'était pas attaqué, nageant quelquefois le long des navires. Cependant, très destructeur et capable d'une grande férocité quand on l'attaquait, il était craint des harponneurs.